# Buchenavia longibracteata
Buchenavia longibracteata là một loài thực vật có hoa trong họ Trâm bầu. Loài này được Fróes mô tả khoa học đầu tiên năm 1950.